# Basutoland
1884–1966
Entités suivantes :
- Royaume du Lesotho

Le Basutoland est un protectorat britannique établi dans l'actuel Lesotho. Il exista de 1884 à 1966.

## Colonie britannique
Au XVIe siècle, les Sotho s'établissent sur le territoire et chassent les Bochimans qui ont vécu en autarcie pendant des milliers d'années dans cette région montagneuse.
Vers 1830, les Boers fuient leur colonie du Cap devenue britannique lors du Grand Trek, s'établissent au nord de la région et fondent l'État libre d'Orange en 1854. En 1868, à la suite de plusieurs conflits avec les Boers, le roi des Sotho, Moshoeshoe Ier, se place sous la protection de la Grande-Bretagne.
Le Basutoland devient ainsi un protectorat britannique entouré par les colonies britanniques du Cap à l'ouest, du Natal au sud et par les républiques boers au nord.
À la suite de la seconde guerre des Boers, l'Empire britannique annexe l'intégralité des républiques boers, enclavant ainsi le Basutoland dans le territoire de l'Union d'Afrique du Sud.

## La reconnaissance d’un État
Le Basutoland est devenu un État en 1843 en vertu d’un traité signé avec le chef Moshesh. Les frontières sont définies dans l’article 3.

## L’indépendance en 1966
L’État devenu Lesotho obtient son indépendance en 1966.

## Liste des chefs suprêmes du Basutoland
|   | Nom                             | Règne                                  | Notes                                                                  |
| - | ------------------------------- | -------------------------------------- | ---------------------------------------------------------------------- |
| 1 | Moshoeshoe Ier                  | de 1822 au 18 janvier 1870             | Premier titulaire                                                      |
| 2 | Letsie Ier Moshoeshoe           | du 18 janvier 1870 au 20 novembre 1891 | Fils du Précédent.                                                     |
| 3 | Lerotholi Letsie                | du 20 novembre 1891 au 19 août 1905    | Fils du Précédent.                                                     |
| 4 | Seeiso                          | du 3 août 1939 au 26 décembre 1940     | Fondateur d'une nouvelle Dynastie.                                     |
| - | Gabasane Masopha                | du 26 décembre 1940 au 28 janvier 1941 | Régent                                                                 |
| - | 'Mantsebo Amelia 'Matsaba Sempe | du 28 janvier 1941 au 12 mars 1960     | Régent                                                                 |
| 5 | Moshoeshoe II                   | du 12 mars 1960 au 30 avril 1965       | Fils de Seeiso peut enfin régner seul après presque 20 ans de régence. |